# 散発性流産
散発性流産（さんぱつせいりゅうざん、sporadic abortion）とは感染を原因とせず、妊娠の不特定時に発生する流産の総称であり、馬、牛で多く、食肉動物および多胎動物では少ない。馬では散在性胎盤であり母子胎盤の結合が容易に分離されること、ジェスタージェンの分泌が妊娠5~6ヶ月時に黄体から胎盤に切り替わることから発生すると考えられている。